# Rutas nacionales de Argentina

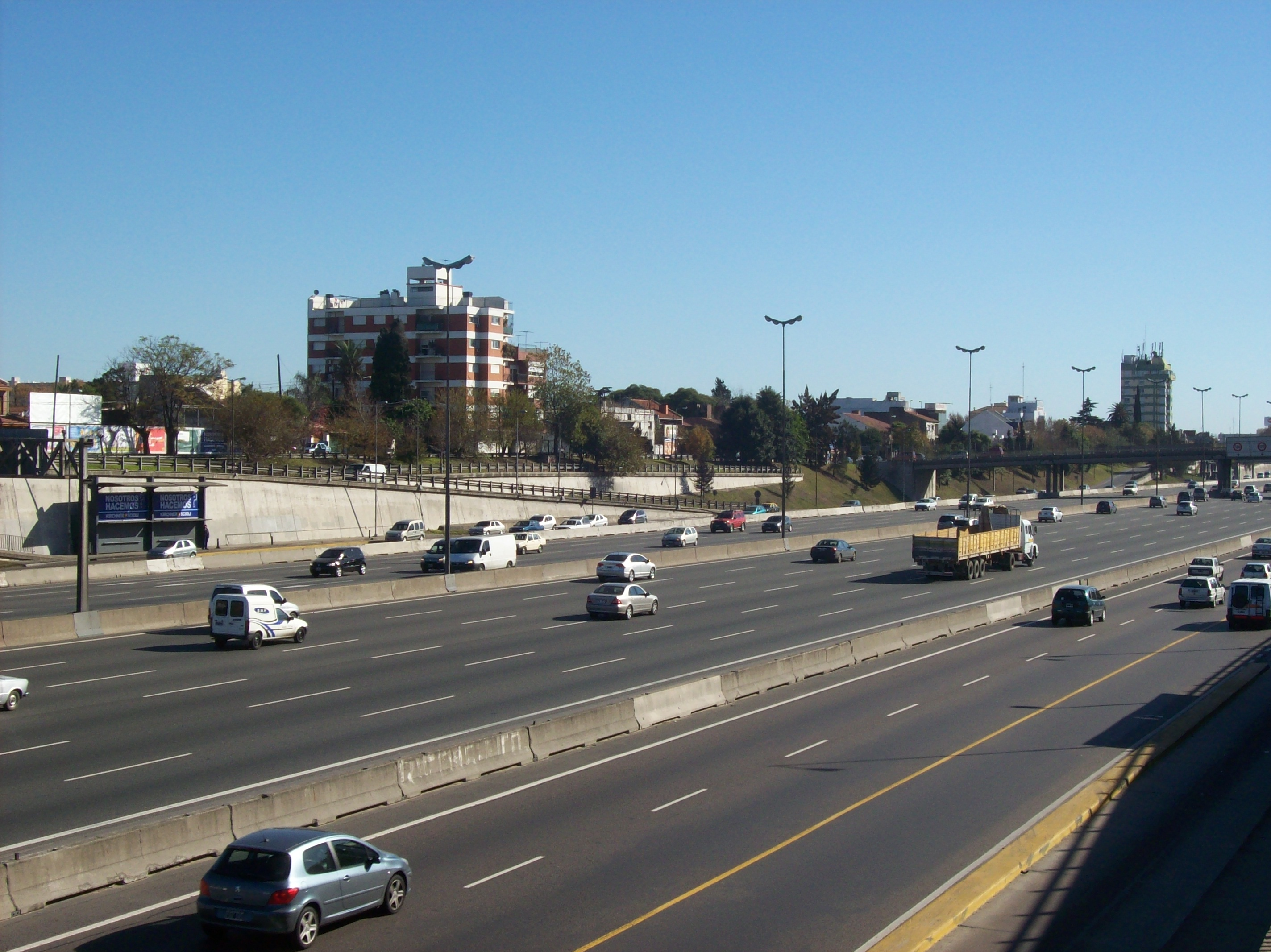
La Ruta Nacional 9, la más transitada del país.

Las rutas nacionales de Argentina son los caminos de jurisdicción nacional y que conforman la red troncal de carreteras de dicho país. Al año 2006 la cantidad de rutas nacionales erq de 118, a lo que hay que sumar algunas rutas complementarias. Al 30 de diciembre de 2005 la red estaba compuesta por 33.235 km de rutas pavimentadas, 3.577 km de ripio y 1500 de tierra. A diciembre de 2012, la red nacional de caminos tenía una extensión de 39.518 kilómetros, de los cuales 35.214 se encuentran pavimentados. De esos, 32.977 km son de calzada simple, 1.378 de autovía y 859 de autopista. Además, la red posee 3.228 km de ripio y 1.076 km de tierra.

## Historia

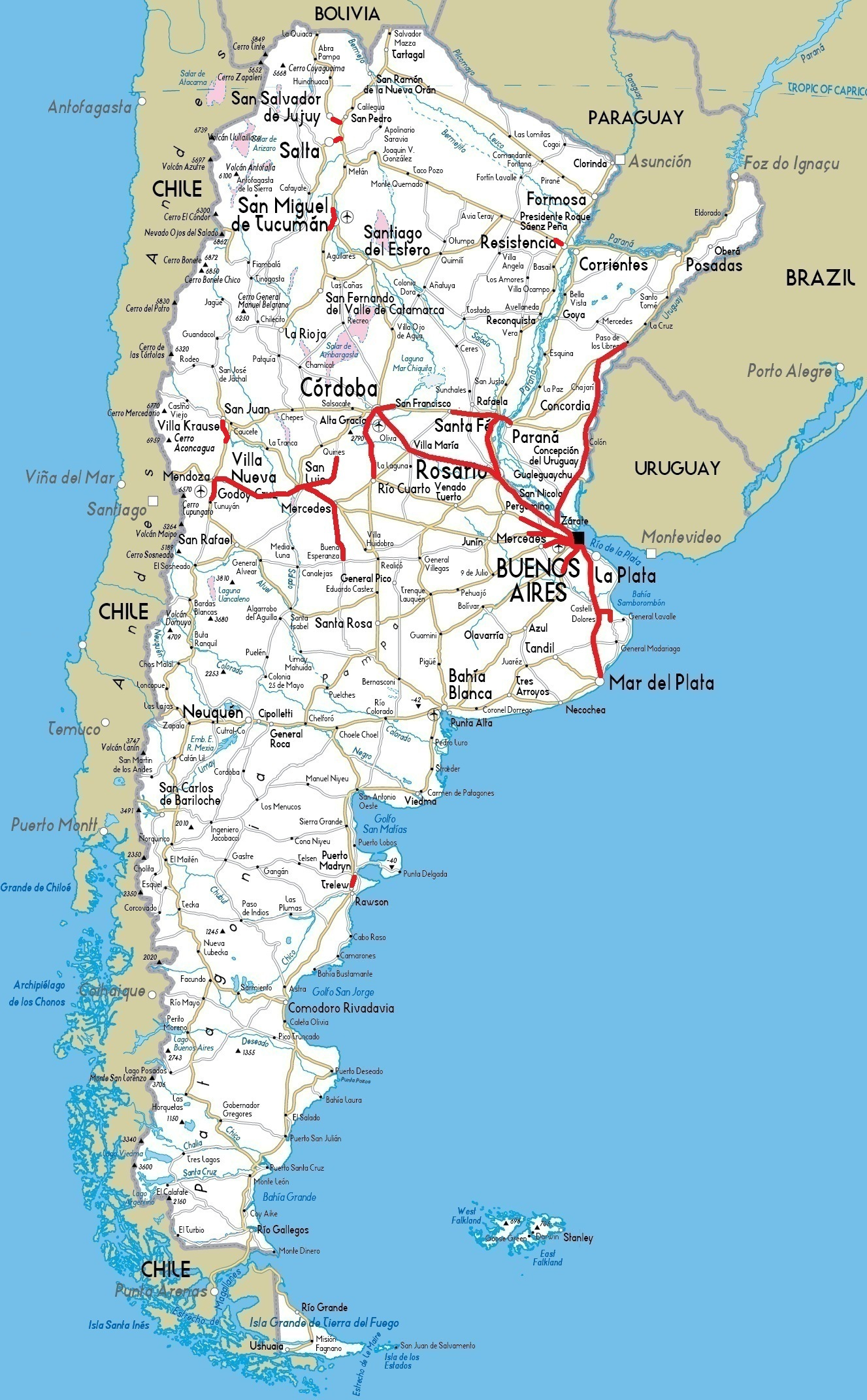
Carreteras duplicadas de Argentina, en rojo

Desde la época colonial existió una red de caminos, siendo los más importantes el Camino Real del Oeste, de Buenos Aires a Santiago de Chile pasando por las ciudades de San Luis y Mendoza y el Camino al Alto Perú, de Buenos Aires a Potosí, pasando por Córdoba, San Miguel de Tucumán y Salta, entre otras ciudades importantes.
Estos caminos tenían postas cada 50-100 km para que los caballos pudieran descansar. En caso de lluvias se volvían intransitables. En el siglo XVII un viaje desde Mendoza a Santiago demandaba ocho días promedio, a Córdoba 20 días y a Buenos Aires, 45.
A mediados del siglo XIX apareció el ferrocarril en el país y para fin de siglo las principales ciudades estaban conectadas mediante un abanico de rieles a partir de la Capital Federal, con lo que los tiempos para trasladar pasajeros y mercancías por la Argentina disminuyeron considerablemente. De esta manera se dejaron de utilizar los caminos que existían anteriormente.
Entre los años 1858 y 1903 se destinó el equivalente a 160.000 pesos moneda nacional anuales a la vialidad argentina. Esta suma se destinó principalmente a la construcción de puentes.
El 30 de septiembre de 1907 el Congreso Nacional aprobó la Ley 5.315 a partir del proyecto del Ing. Emilio Mitre (hijo del Presidente Bartolomé Mitre) más conocida como Ley Mitre. En uno de sus artículos indica que el 3% del producto líquido de los ramales ferroviarios se debe destinar a la construcción de caminos, para el uso de los automotores que aparecieron en esa época en el país. Con esta ley se logró recaudar 4.400.000 pesos por año.
En 1932 se sancionó la Ley 11.658, por la cual se creaba un Sistema Troncal de Caminos Nacionales, la Dirección Nacional de Vialidad que debía construir y mantener los caminos nacionales y un fondo específico (un monto fijo sobre el precio del combustible) para el mantenimiento de este organismo. En los años subsiguientes, a partir de un consumo anual de alrededor de mil millones de litros por año de combustible, la nueva repartición pública podía disponer de 40 millones de pesos.
Una vez asegurados los fondos, el organismo público se abocó a trazar el mapa de la red nacional de carreteras, compuesta por la red troncal de caminos en las diferentes provincias, y la totalidad de los caminos en las gobernaciones, ya que estos territorios eran controlados directamente por el Gobierno Nacional. Para diferenciar las rutas troncales de las secundarias en las diferentes gobernaciones se acuñó la expresión ruta complementaria.
El trazado de esta red se realizó con ayuda de los gobiernos de las diferentes provincias y gobernaciones, junto con otros interesados: ferrocarriles, puertos, ministerios de agricultura, guerra, marina, etc.

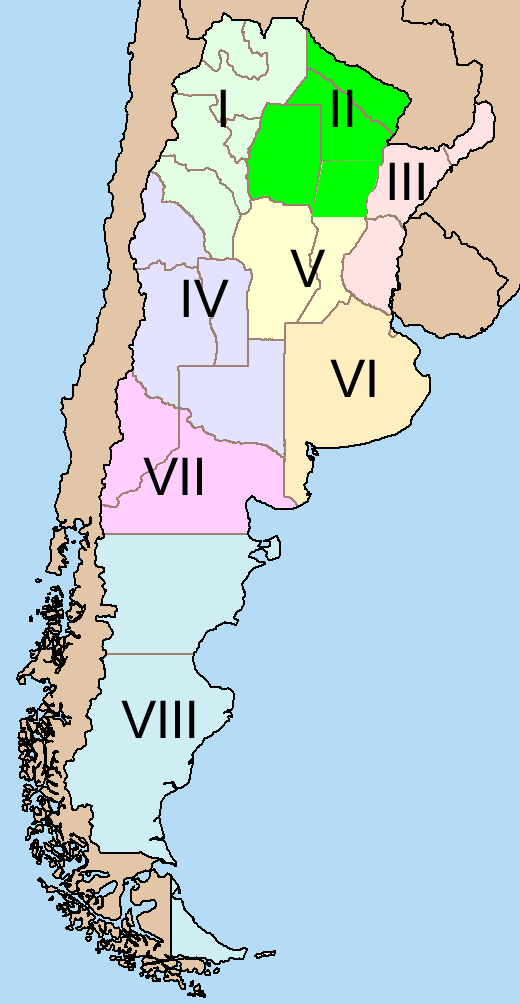
Regiones para la numeración de rutas nacionales.

En 3 de septiembre de 1935 el directorio del nuevo organismo público aprobó su esquema de numeración de rutas nacionales.
En los años 40 y 50 con la popularización del automóvil al alcance de la clase media y trabajadora se produjo cambios transcendentales en el sistema vial. 
La política vial durante el peronismo, especialmente entre 1946 y 1955, se caracterizó por una fuerte intervención estatal en la infraestructura y el transporte, incluyendo la nacionalización de ferrocarriles, la creación de Aerolíneas Argentinas, y la construcción de rutas y caminos. Se buscó fortalecer la industria nacional, la seguridad y promover la movilidad a través de diversas acciones, como el cambio obligatorio al sentido de circulación por la derecha y la expansión de la red vial. 
El trazado de esta red se realizó con ayuda de los gobiernos de las diferentes provincias y gobernaciones, junto con otros interesados: ferrocarriles, puertos, ministerios de agricultura, guerra, marina, etc. Este esquema de numeración de rutas se modificó parcialmente en 1943.
- Tomando como centro la Capital Federal, se adoptará el sistema radial para la asignación de los 14 primeros números girando en el sentido de las agujas del reloj y dando el número 1 al camino que une la Capital de la República (Buenos Aires) con la Capital de la Provincia de Buenos Aires (La Plata).

- A partir del número 15 y hasta el 31 se numerarán los grandes itinerarios que corran de este a oeste, comenzando por el más septentrional de ellos.

- A partir del número 32 y hasta el 40 se numerarán los grandes itinerarios que corran de norte a sur, comenzando por el más oriental de ellos.

- A partir del 41 y hasta el 50 se dejarán para futuras ampliaciones.

- Se emplearán los números 51 hasta el 300 para los restantes caminos de la Red Nacional procediendo de la siguiente forma:

| Región | Provincias                                                  | Numeración | Cant. n.º empleados |
| ------ | ----------------------------------------------------------- | ---------- | ------------------- |
| I      | Jujuy, Salta, Tucumán, Catamarca y La Rioja                 | 51 a 80    | 16                  |
| II     | Formosa, Chaco, Santiago del Estero y norte de Santa Fe     | 81 a 100   | 11                  |
| III    | Misiones, Corrientes, Entre Ríos                            | 101 a 140  | 22                  |
| IV     | San Juan, Mendoza, San Luis y La Pampa                      | 141 a 155  | 6                   |
| V      | Córdoba y centro - sur de Santa Fe                          | 156 a 185  | 16                  |
| VI     | Ciudad Autónoma de Buenos Aires y Provincia de Buenos Aires | 186 a 230  | 13                  |
| VII    | Neuquén y Río Negro                                         | 231 a 255  | 11                  |
| VIII   | Chubut, Santa Cruz y Tierra del Fuego AIAS                  | 256 a 300  | 24                  |

De esta manera se definieron 119 rutas regionales, dejando 131 números más para futuras expansiones de la red de rutas nacionales.
Se puede observar el recorrido de estas rutas en Anexo:Primeras rutas nacionales argentinas. Esta numeración se modificó parcialmente en 1943. A las rutas complementarias se le asignaron letras.
La política caminera de esta época se basaba en las siguientes expresiones del primer administrador de la Dirección Nacional de Vialidad:

De los 50.000 km de la red nacional solamente 1730 km tienen más de 300 vehículos por día y sólo se justifica la adopción de pavimentos de alto costo en una parte de esos caminos principales. Hay 14.000 km con un tránsito de 50 a 300 vehículos por día y en ellos debe emplearse, en forma casi exclusiva, pavimentos de bajo costo. El resto de la red debe ser por ahora de tierra natural, con buenas obras de drenaje y emparejamiento.
Justiniano Allende Posse, Memoria 1936 de la DNV

Evolución de las rutas nacionales por tipo de calzada.

En el gráfico de la derecha se puede observar la evolución de las rutas nacionales en kilómetros de extensión según el tipo de calzada: pavimento, ripio o tierra. La mayor parte de las rutas construidas inicialmente por la Dirección Nacional de Vialidad fueron transferidas a las provincias. A fines de la década de 1950 las nuevas provincias de la región patagónica recibieron la mayoría de los caminos que cruzaban sus territorios, que anteriormente eran de jurisdicción nacional.
Las primeras autopistas se construyeron en la década de 1940: la Avenida General Paz y la Autopista Riccheri. En 1979 existían las siguientes autopistas:
- Autopista 001: actual Ruta Nacional 9 desde Avenida General Paz hasta el empalme con actual Ruta Nacional 8 (20,64 km)
- Autopista 002: acceso a Tigre (8,33 km)
- Autopista 003: actual Ruta Nacional 9 desde el empalme con la Ruta Nacional 8 hasta el empalme con la antigua Ruta Nacional 9 en Garín (8,03 km)
- Autopista 004: actual Ruta Nacional 8 desde el empalme con la Ruta Nacional 9 hasta el empalme con la antigua Ruta Nacional 8 en Pilar (24,37 km)
- Autopista 007: Acceso Oeste (26,90 km)
- Autopista 008: Autopista Ricchieri (desde Avenida General Paz a aeropuerto de Ezeiza) (15,60 km)
- Autopista 009: Avenida General Paz (desde Avenida Lugones a Puente de la Noria) (24,18 km)
- Autopista 014: Circunvalación de Santa Fe (4,57 km)
- Autopista 015: Circunvalación de Rosario (25,53 km)
- Autopista 029: Autopista Rosario - Santa Fe (156,39 km)
- Ruta Nacional 9: Autopista Garín - Campana y San Nicolás - Rosario (51,86 km)

En 1990 se concesionaron los accesos a Buenos Aires y Córdoba y los corredores viales con mayor caudal de tránsito. El dinero para que los concesionarios puedan realizar obras de mantenimiento y mejoras proviene de peajes que cobran a los conductores de los vehículos que circulan por las rutas. Desde el 25 de enero de 2001 el organismo encargado del control de los concesionarios es el Órgano de Control de Concesiones Viales (OCCOVI). Previamente el Órgano de Control de las Concesiones de la Red de Accesos a la Ciudad de Buenos Aires (OCRABA) y la Dirección Nacional de Vialidad (DNV) se encargaban de estas tareas. En diciembre de 2004 se ampliaron las facultades del OCCOVI para realizar obras en las rutas concesionadas.

## Gestión
Las rutas nacionales argentinas tienen diferentes modos de gestión dependiendo principalmente del caudal de tránsito sobre ellas. Las rutas se dividen en tramos y cada uno de éstos tiene su propio sistema de gestión.

### Concesión por peaje

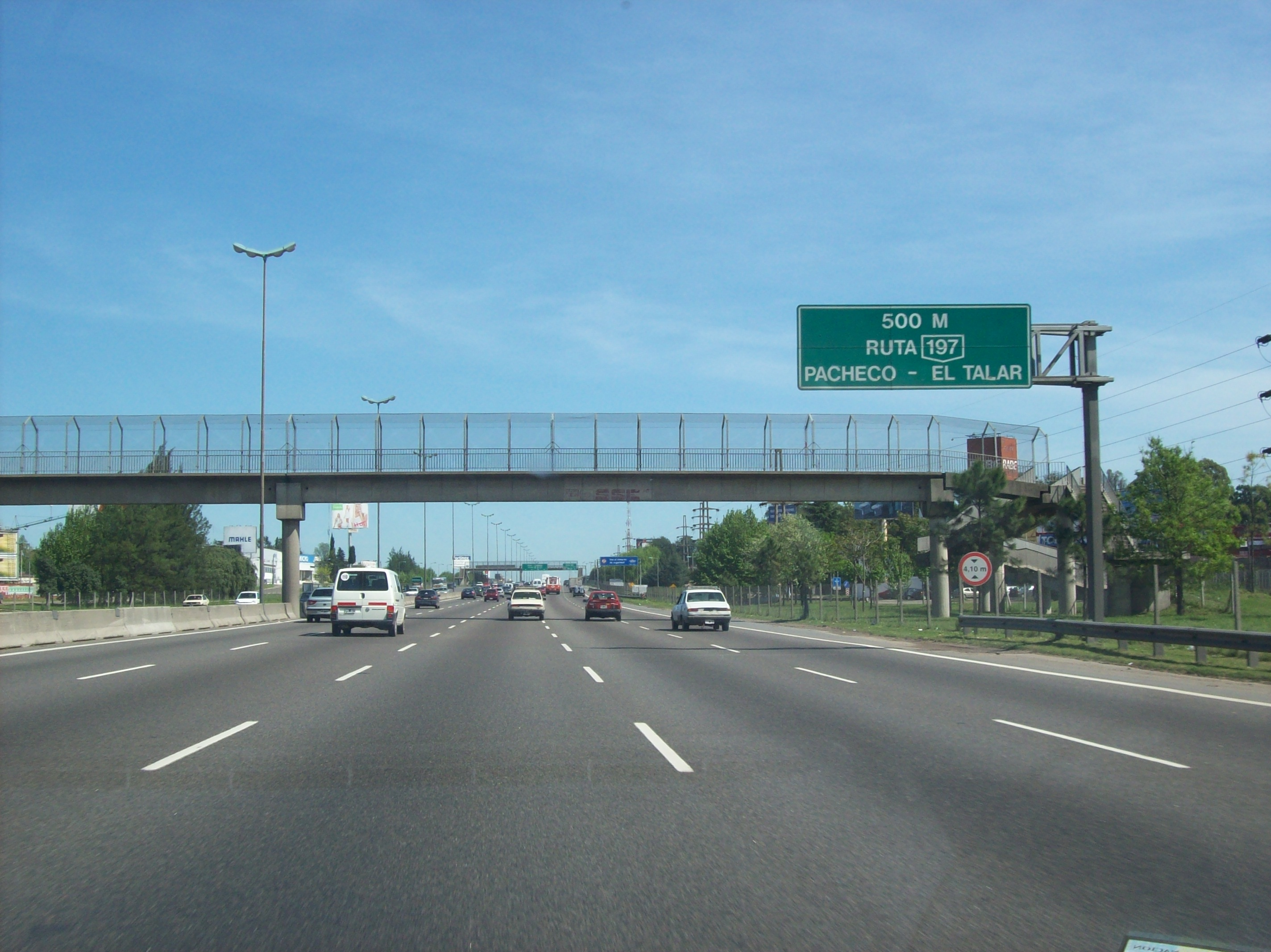
Ruta Nacional 9 en el Partido de Tigre, Provincia de Buenos Aires.

Las rutas más transitadas se subdividieron en tres grupos: Corredores Viales cuya longitud es de 8.877 km, la Red de Acceso a Buenos Aires con una longitud de 236 km y la Red de Acceso a Córdoba cuya longitud es de 270 km, totalizando 9.383 km.
Según el Decreto Nacional 2039/90 la duración de las concesiones era de 12 años, a partir de 1990. Luego de una renegociación el Poder Ejecutivo Nacional firmó el Decreto 1817/92 que lo extendió a 13, con vencimiento el 31 de octubre de 2003. La concesión del Corredor Vial número 18 (tramo Zárate a Paso de los Libres de las rutas nacionales 12 y 14) fue extendido a 28 años (venciendo el 31 de octubre de 2028), mientras que el Corredor Vial número 29 (tramo Cipolletti a Neuquén de la Ruta Nacional 22) fue adjudicado en 1995 por un plazo de 18 años (venciendo el 30 de abril de 2013).
Los 17 corredores viales fueron adjudicados a 12 empresas de capital nacional que instalaron 49 cabinas de peaje.
Con lo recaudado los concesionarios deben conservar, remodelar, realizar ampliaciones pedidas por la DNV, mejorar, explotar y administrar los tramos de rutas incluyendo la señalización, además de ofrecer servicios a los usuarios.
Para el control de estas concesiones viales se creó dentro de la DNV el Órgano de Control de las Concesiones Viales. En 1993 se creó el Órgano de Control de las Concesiones de la Red de Accesos a la Ciudad de Buenos Aires (OCRABA) para poder controlar las concesiones de la Autopista Buenos Aires - La Plata, la Autopista Ricchieri, el Acceso Oeste y el Acceso Norte, concesionado este último junto con la Avenida General Paz. En 1998 se creó el Órgano de Control la Concesión de Obra de la conexión física entre las ciudades de Rosario y Victoria, para controlar la concesión de la Ruta Nacional 174.
El Decreto Nacional 87 del año 2001 fusionó todos los organismos de control mencionados en el Órgano de Control de Concesiones Viales (OCCOVI).
El Decreto Nacional 1915 del año 2004 le delegó al Órgano de Control de Concesiones Viales, la facultad de realizar obras en los diferentes corredores viales. La Dirección Nacional de Vialidad recuperó esta facultad mediante el Decreto Nacional 1020 del año 2009.

### Concesión con financiamiento privado

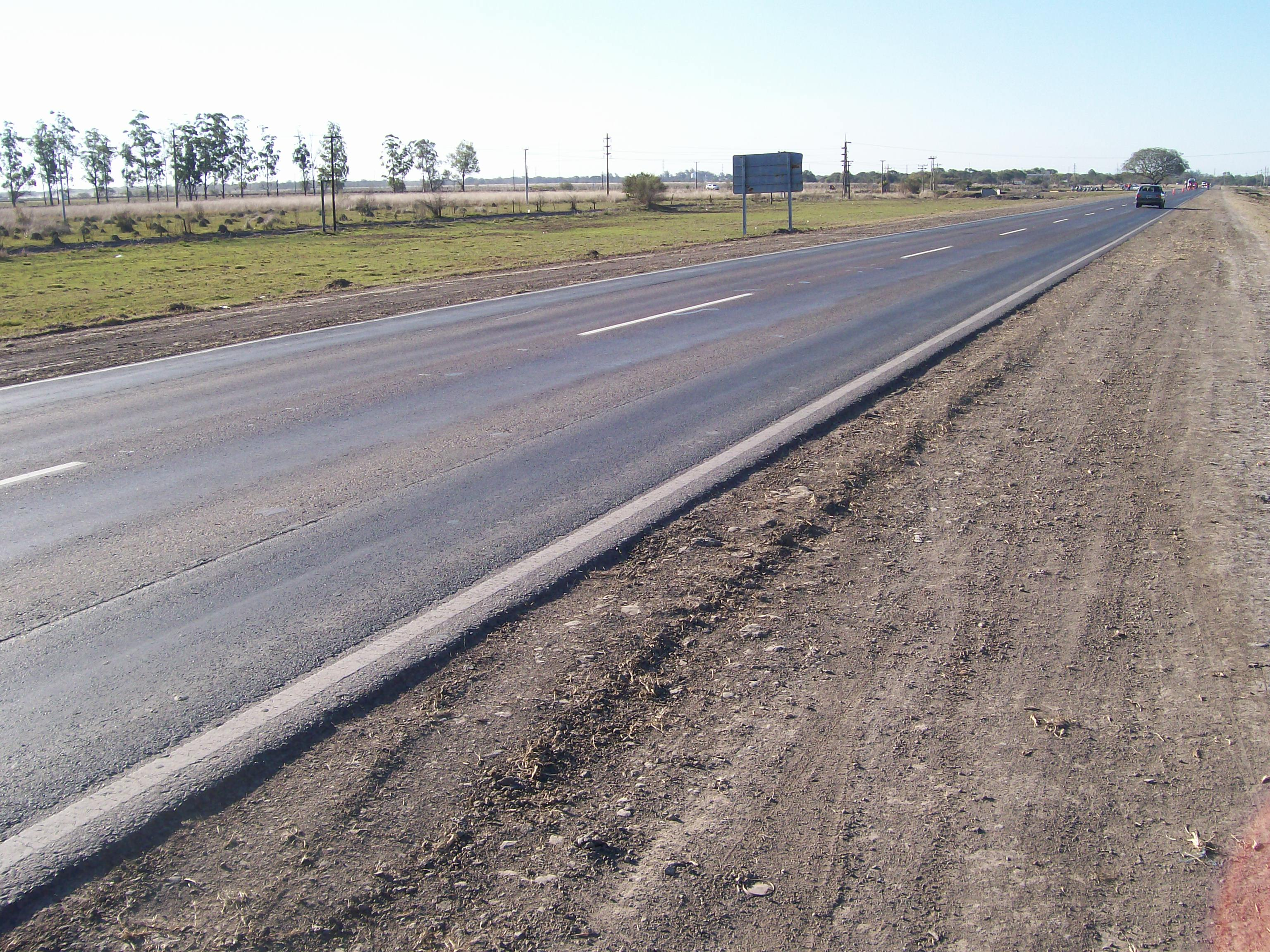
Ruta Nacional 11 al norte de Resistencia.

Esta modalidad fue implantada a partir de 1995 y consiste en contratos por 10 años pagados por la Dirección Nacional de Vialidad, es decir, sin peaje. Estas mejoras deben mantenerse hasta el octavo año. Luego se pide una nueva mejora que debe concretarse antes del principio del décimo año.[cita requerida]
Existen dos corredores con este sistema: el tramo Resistencia al límite con Paraguay de la Ruta Nacional 11 y el tramo Bahía Blanca al empalme con la Ruta Nacional 5 de la Ruta Nacional 33.

### Contratos de recuperación y mantenimiento

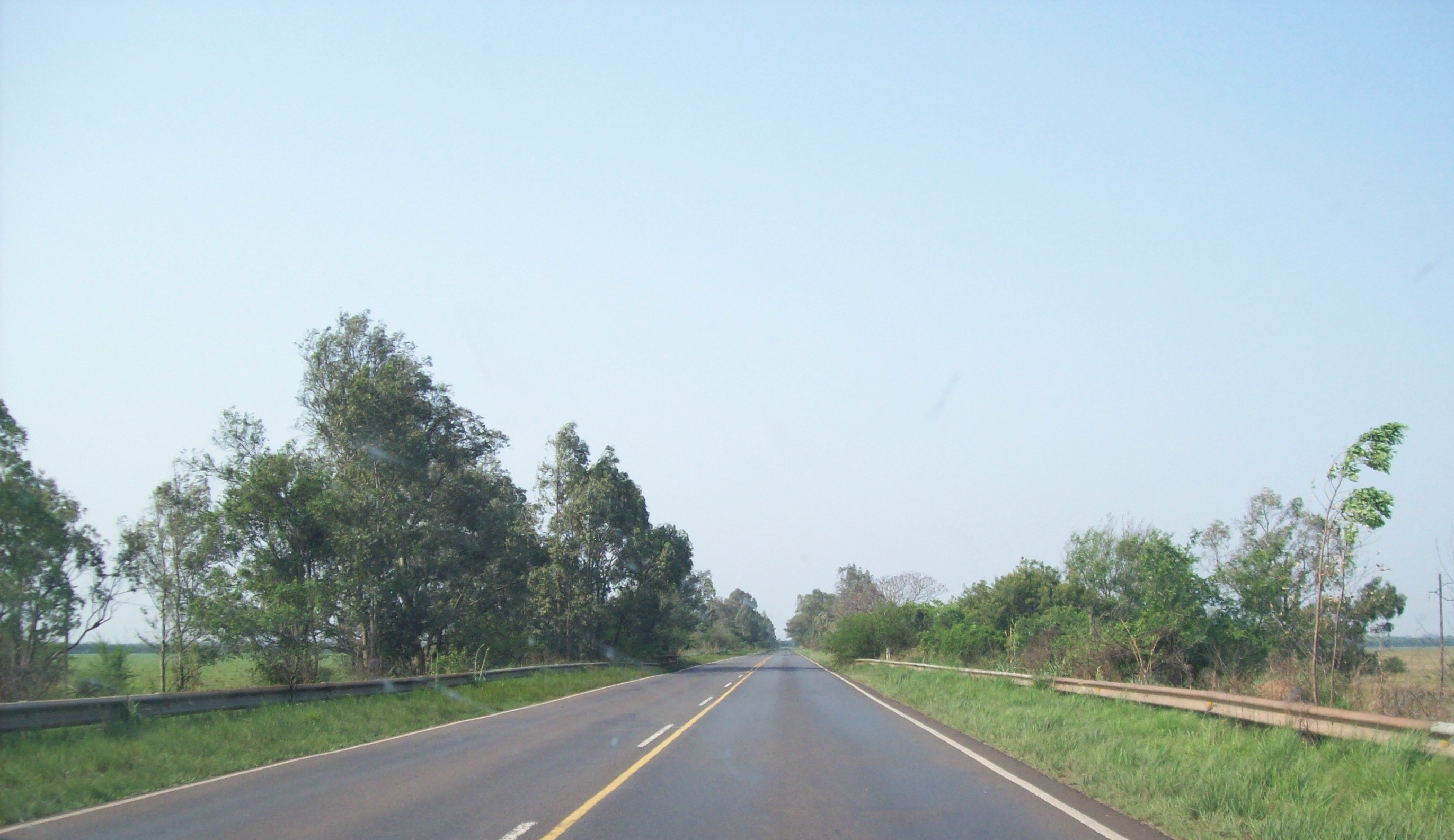
Ruta Nacional 14 entre La Cruz y Alvear.

Estos contratos se realizan por cinco años, en los que la empresa que gana la licitación tiene un plazo de un año para mejorar la transitabilidad (esta es la etapa de recuperación), mientras que en los cuatro años siguientes debe realizar las obras necesarias para mantener la ruta en el mismo estado que estaba al final del primer año (etapa de mantenimiento). Estos contratos no prevén servicios para los usuarios de los caminos.
En 1997 y 1998 se licitó la primera etapa que consiste en 11.813 km de rutas divididas en 61 mallas. En 2004 se licitaron 36 mallas por una longitud de 5.424 km, en el 2005 se licitaron 6 mallas y durante 2006 se prevé licitar otras 36 por una longitud total de 5.500 km.

### Sistema modular

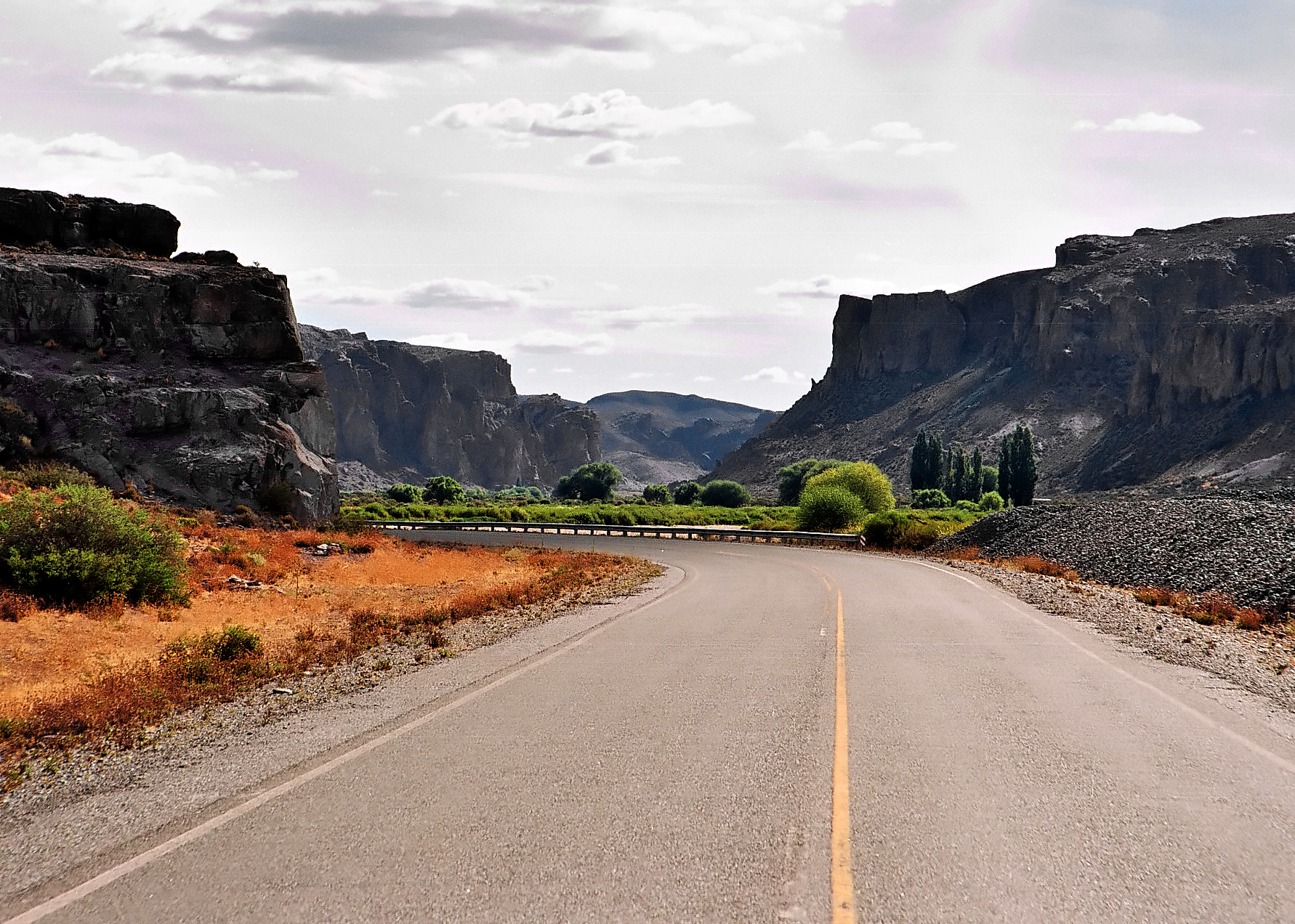
Ruta Nacional 25 en Los Altares.

Este método de gestión reemplaza al viejo sistema de km/mes y entró en operación en el año 2005. En este sistema se prevé no sólo el mantenimiento como en el viejo esquema sino también el mejoramiento del tramo concesionado. Los contratos duran 24 meses.

### Transferencia de funciones operativas

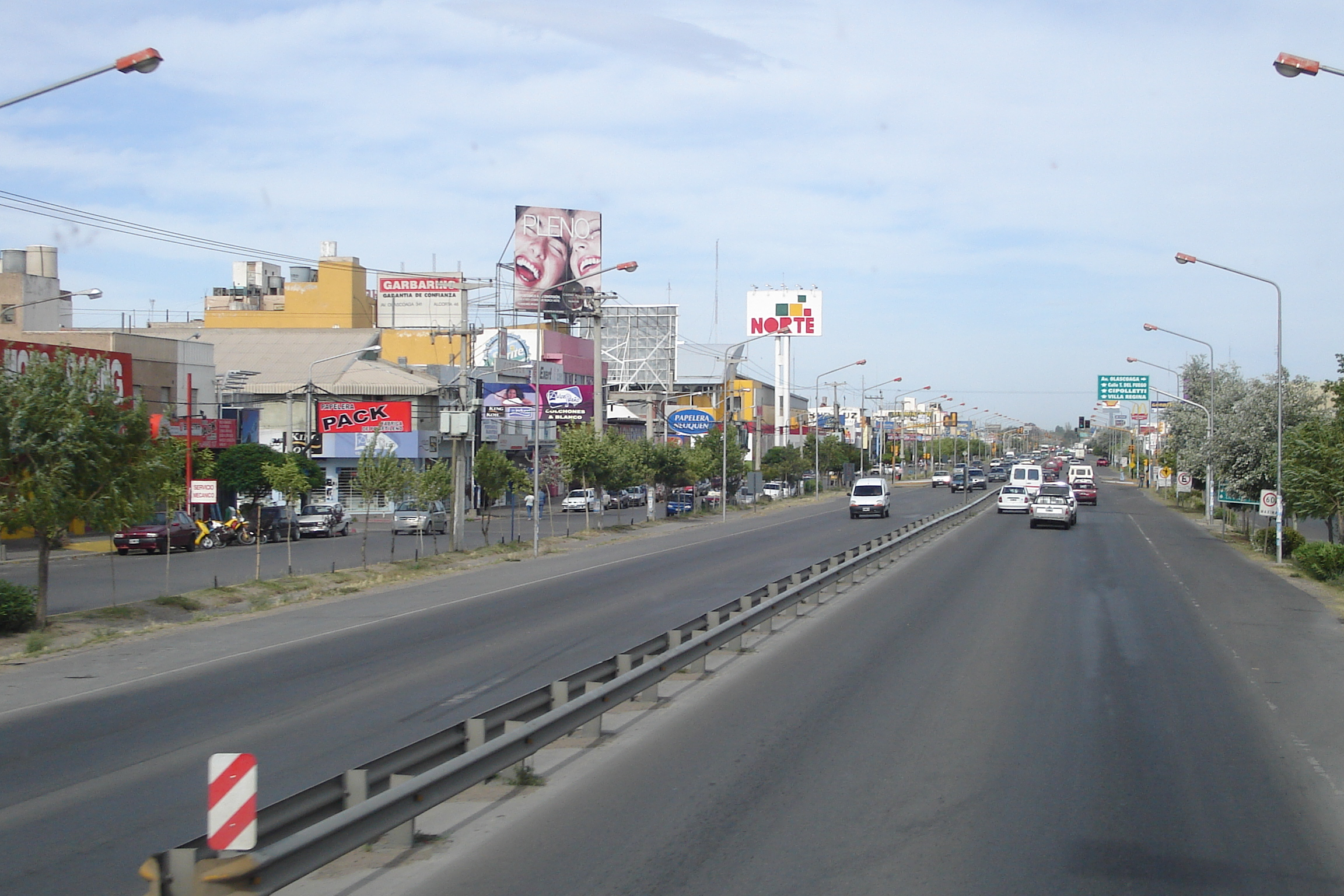
Ruta Nacional 22 en su paso por la ciudad de Neuquén

Consiste en que la Dirección Provincial de Vialidad de la provincia en la que se encuentre la ruta ejecute las obras de mantenimiento. Como el ente provincial actúa como un contratista de la DNV, esta le debe pagar por los servicios realizados. La provincia a su vez puede optar por el mantenimiento por administración, a través de su Dirección Provincial de Vialidad, transferir el mantenimiento a uno o varios municipios, o celebrar contratos con empresas privadas.
Algunos tramos cercanos a la frontera son mantenidos por la Gendarmería Nacional Argentina, bajo este mismo esquema.

### Mantenimiento por administración

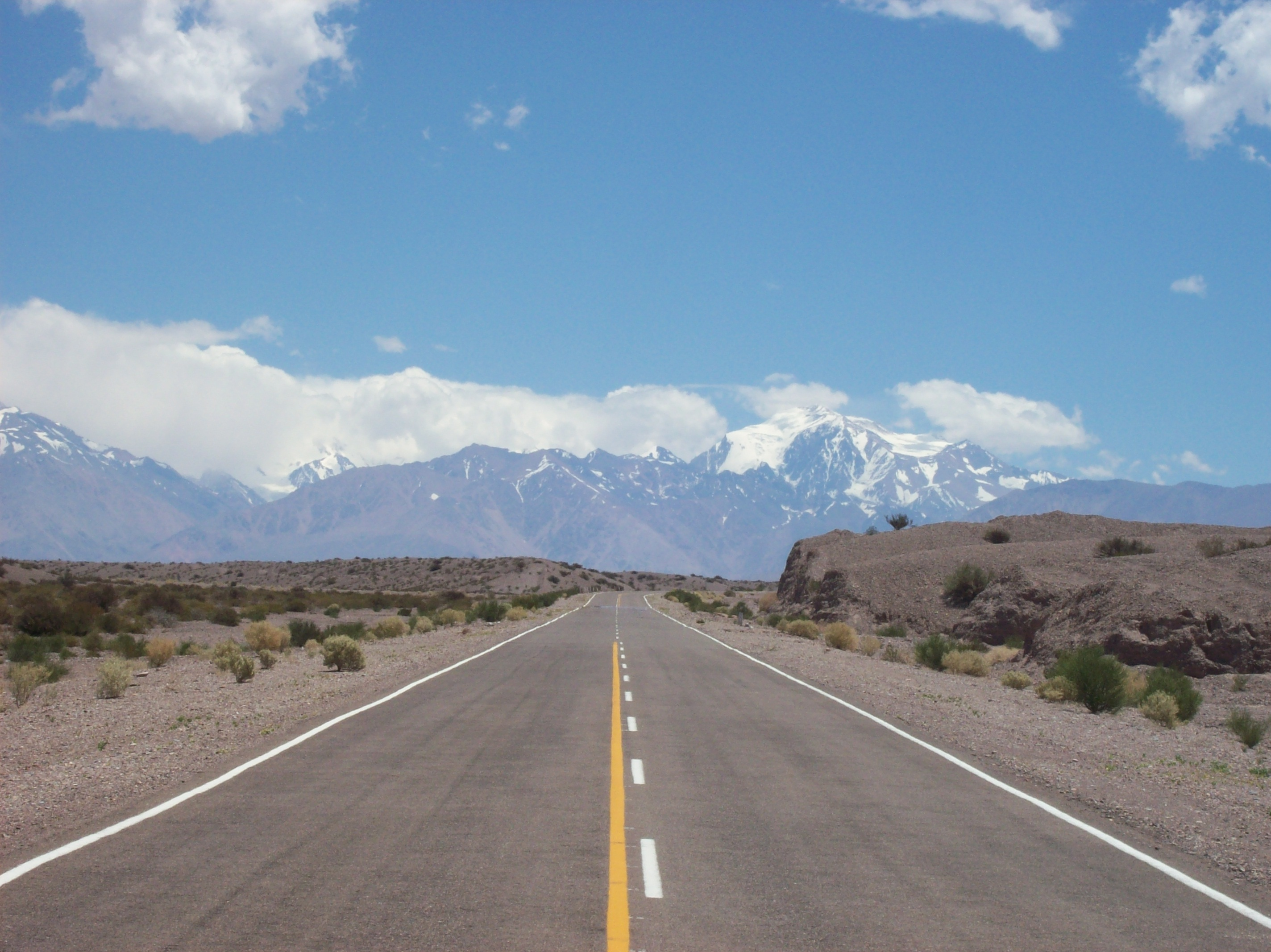
Ruta Nacional 149 entre Calingasta y Barreal, en la Provincia de San Juan.

Con esta modalidad, el personal propio de la repartición es la que realiza las tareas de conservación de la ruta. Varios de los tramos atendidos con este esquema se licitan para que sean atendidos por los contratos de recuperación y mantenimiento (C.Re.Ma.)

## Tránsito

### Velocidades máximas

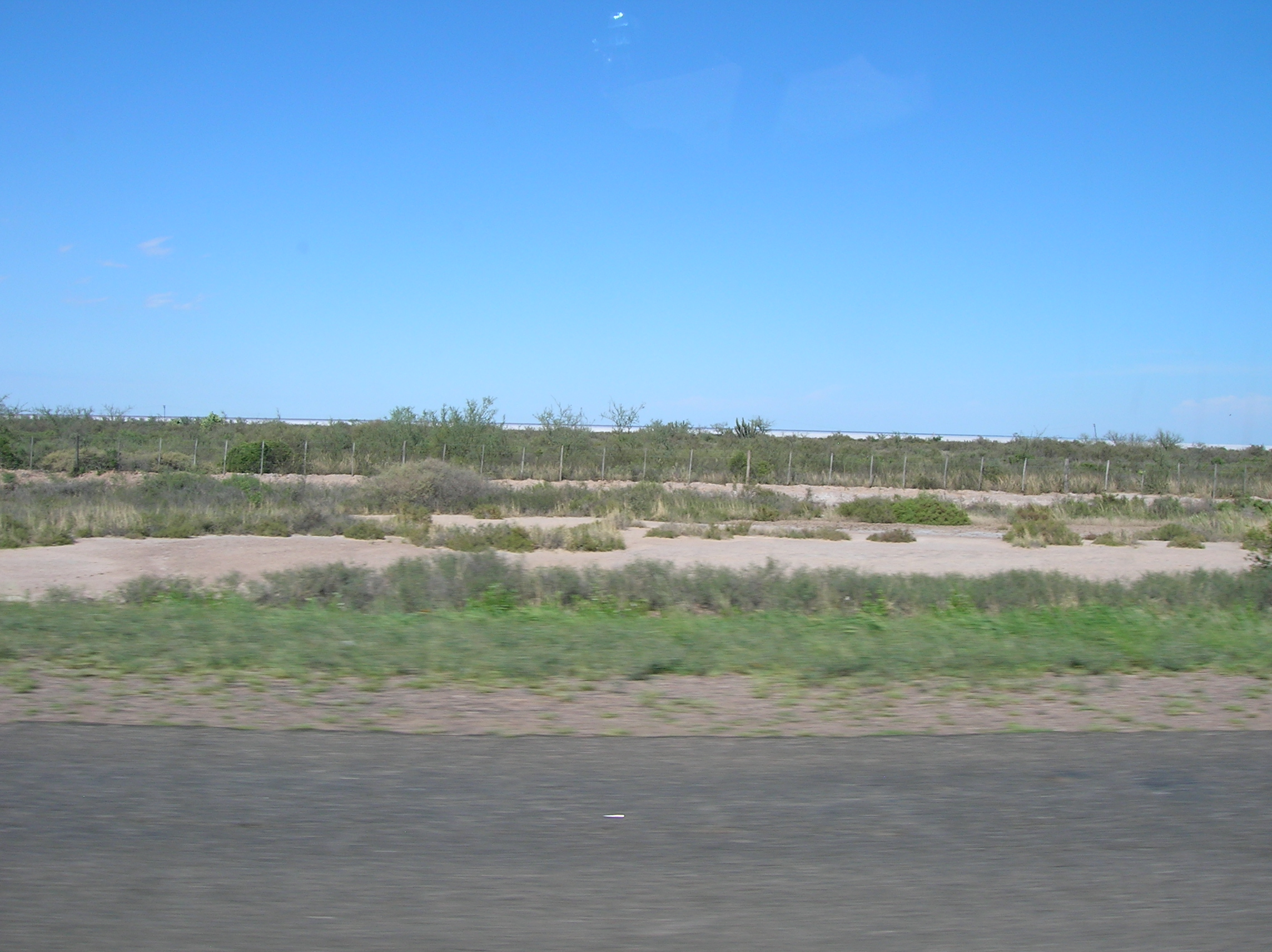
Salinas Grandes, desde la Ruta Nacional 60, Provincia de Córdoba

De acuerdo con la Ley Nacional de Tránsito 24.449, que tiene vigencia en todo el país excepto en las provincias de Córdoba y Mendoza las velocidades máximas para automóviles y motocicletas son de 130 km/h en autopistas, 120 km/h en tramos de autovía y 110 km/h en los tramos de mano y contramano, fuera de zonas urbanas. Estos valores son válidos en tramos rectos. En la zona de montaña la máxima es de 80 o 60 km/h dependiendo la traza del camino. En túneles la máxima es de 40 km/h. En caminos de ripio o tierra la velocidad máxima aconsejable es de 40 km/h.
Las velocidades máximas para ómnibus es de 90 km/h o la máxima para automóviles, la que sea menor. En el caso de camiones es de 80 km/h o la máxima para automóviles, la que sea menor.

### Mediciones de tránsito

Tránsito medio diario anual de la Ruta Nacional 7 en el año 2001.

Para poder fijar prioridades para mejorar rutas o diseñar cruces con otros caminos, Vialidad Nacional ha dividido la red caminera nacional en 1.200 tramos con tránsito uniforme, es decir, sin cruces de mucho ingreso o egreso de vehículos.
En cada tramo se calcula el tránsito medio diario anual, que resulta de dividir la cantidad de vehículos que circulan por año por la cantidad de días que tenga dicho año (365 o 366).
Los tres tramos con mayor cantidad de tráfico en el año 2001 fueron:

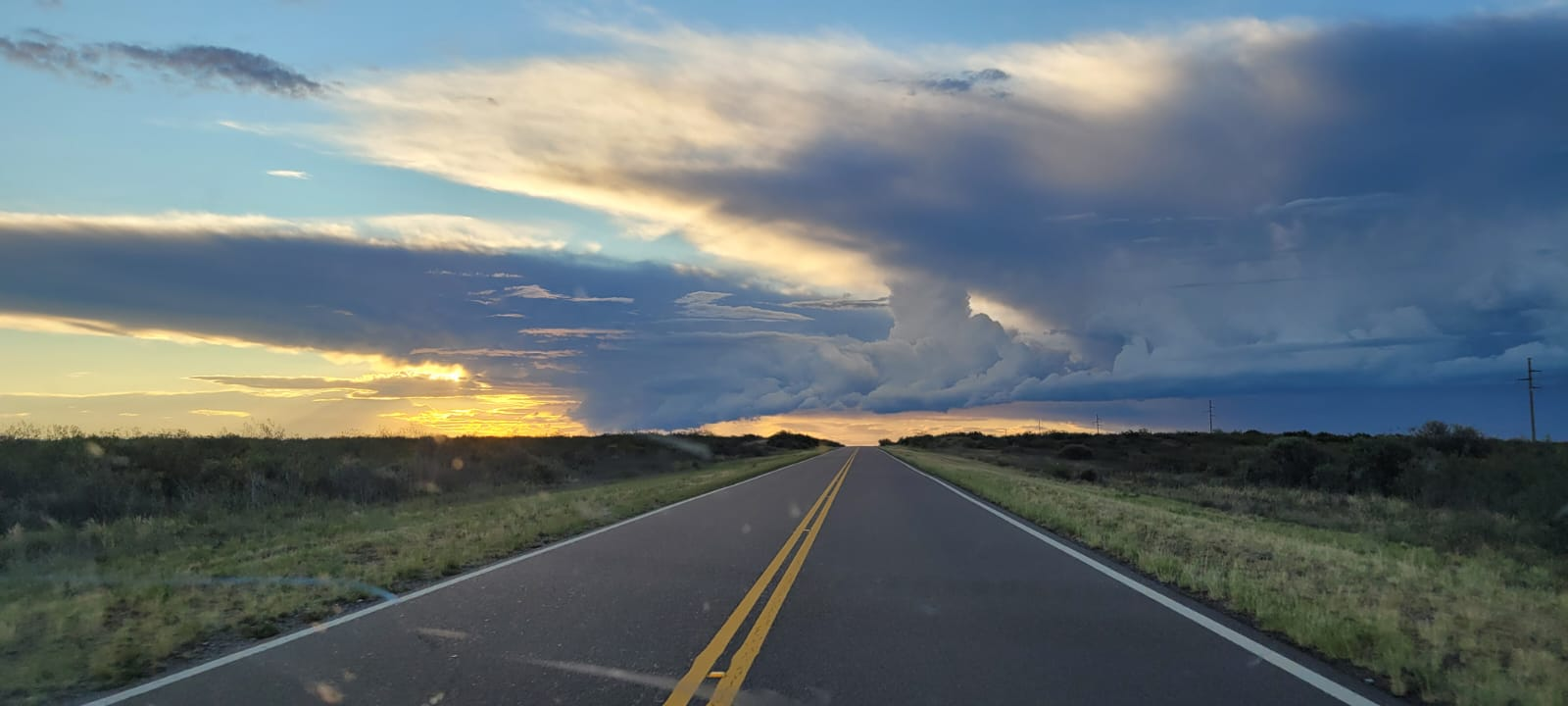

- Ruta Nacional 9 en la provincia de Buenos Aires entre Avenida General Paz y Camino de Cintura (Ruta Provincial 4): 279.000 vehículos por día.
- Avenida General Paz en la Ciudad de Buenos Aires entre Avenida Cabildo y la Ruta Nacional 9: 260.800 vehículos por día.
- Avenida General Paz en la Ciudad de Buenos Aires entre Avenida Constituyentes y Avenida San Martín: 248.700 vehículos por día.

Los tres tramos con menor cantidad de tráfico en el año 2001, todos con 10 vehículos por día, fueron:
- Ruta Nacional 51 en la provincia de Salta desde el límite con Jujuy hasta el límite con Chile.
- Ruta Nacional 143 en la provincia de La Pampa desde el acceso a Limay Mahuida hasta la intersección con la Ruta Nacional 151.
- Ruta Nacional 150 en la provincia de San Juan desde la intersección con la Ruta Provincial 412 hasta el límite con Chile.

## Rutas troncales

### Rutas radiales
Estas son carreteras que parten desde la Ciudad de Buenos Aires o sus cercanías y se extienden por varias provincias en forma radial. Estas rutas tienen números entre 1 y 14
| Ruta | Extremos                                             | Provincias                                                                         | Longitud (km) |
| ---- | ---------------------------------------------------- | ---------------------------------------------------------------------------------- | ------------- |
| 1    | Buenos Aires y Tolosa                                | Ciudad Autónoma de Buenos Aires (CABA) y Provincia de Buenos Aires                 | 50            |
| 3    | San Justo y Bahía Lapataia                           | Buenos Aires, Río Negro, Chubut, Santa Cruz y Tierra del Fuego                     | 3060          |
| 5    | Luján y Santa Rosa                                   | Provincia de Buenos Aires y Provincia de La Pampa                                  | 545           |
| 7    | Buenos Aires y Paso Internacional Cristo Redentor    | CABA, Provincia de Buenos Aires, Santa Fe, Córdoba, San Luis y Mendoza             | 1224          |
| 8    | Ingeniero Pablo Nogués y Villa Mercedes              | Provincia de Buenos Aires, Santa Fe, Córdoba, y San Luis                           | 695           |
| 9    | Buenos Aires y La Quiaca                             | CABA, Buenos Aires, Santa Fe, Córdoba, Santiago del Estero, Tucumán, Salta y Jujuy | 1967          |
| 11   | Rosario y Puente internacional San Ignacio de Loyola | Santa Fe, Chaco y Formosa                                                          | 980           |
| 12   | Zárate y Puente Internacional Tancredo Neves         | Provincia de Buenos Aires, Entre Ríos, Corrientes y Misiones                       | 1560          |
| 14   | Ceibas y Bernardo de Irigoyen                        | Entre Ríos, Corrientes y Misiones                                                  | 1127          |

### Itinerarios de este a oeste
Estas rutas tienen números entre 15 y 31
| Ruta | Extremos                                    | Provincias                                               | Longitud (km) |
| ---- | ------------------------------------------- | -------------------------------------------------------- | ------------- |
| 16   | Corrientes y cercanías de San José de Metán | Corrientes, Chaco, Santiago del Estero y Salta           | 707           |
| 181  | San Benito y cercanías de Concordia         | Entre Ríos                                               | 227           |
| 19   | Santo Tomé y Córdoba                        | Santa Fe y Córdoba                                       | 337           |
| 20   | Córdoba y Santa Lucía                       | Córdoba, San Luis y San Juan                             | 582           |
| 22   | Cercanías de Argerich y Zapala              | Provincia de Buenos Aires, La Pampa, Río Negro y Neuquén | 685           |
| 23   | Cercanías de San Antonio Oeste y Dina Huapi | Río Negro                                                | 605           |
| 25   | Rawson y Tecka                              | Chubut                                                   | 534           |
| 26   | Rada Tilly y 52 km al noreste de Río Mayo   | Chubut                                                   | 210           |

1 Los kilometrajes aumentan de oeste a este.

### Itinerarios de sur a norte
Estas rutas tienen números entre 32 y 40
| Ruta | Extremos                                 | Provincias                                                                                             | Longitud (km) |
| ---- | ---------------------------------------- | --- | ------------- |
| 33   | Bahía Blanca y Rufino                    | Provincia de Buenos Aires y Provincia de Santa Fe                                                      | 787           |
| 34   | Rosario y Profesor Salvador Mazza        | Santa Fe, Santiago del Estero, Tucumán, Salta y Jujuy                                                  | 1488          |
| 35   | Bahía Blanca y Santa Catalina            | Provincia de Buenos Aires, La Pampa y Córdoba                                                          | 701           |
| 36   | Cercanías de Río Cuarto y Córdoba        | Córdoba                                                                                                | 217           |
| 38   | Villa Carlos Paz y San Miguel de Tucumán | Córdoba, La Rioja, Catamarca y Tucumán                                                                 | 807           |
| 40   | Cabo Vírgenes y La Quiaca                | Santa Cruz, Chubut, Río Negro, Neuquén, Mendoza, San Juan, La Rioja, Catamarca, Tucumán, Salta y Jujuy | 5224          |

## Caminos regionales
Estas rutas tienen números entre 51 y 300.
| Región | Ruta | Extremos                                                         | Provincias                                 | Longitud (km) |
| ------ | ---- | ---------------------------------------------------------------- | ------------------------------------------ | ------------- |
| I      | 50   | Pichanal y Aguas Blancas                                         | Salta                                      | 71            |
| I      | 51   | Ciudad de Salta y Paso Sico                                      | Salta y Jujuy                              | 293           |
| I      | 52   | Purmamarca y Paso de Jama                                        | Jujuy y Salta                              | 263           |
| I      | 60   | Villa del Totoral y Paso de San Francisco                        | Córdoba, La Rioja y Catamarca              | 794           |
| I      | 64   | Rumi Punco y La Banda                                            | Tucumán, Catamarca y Santiago del Estero   | 164           |
| I      | 65   | Andalgalá y Concepción                                           | Catamarca y Tucumán                        | 126           |
| I      | 66   | RN 34 y San Salvador de Jujuy                                    | Jujuy                                      | 38            |
| I      | 68   | Ciudad de Salta y Cafayate                                       | Salta                                      | 183           |
| I      | 74   | Patquía y Nonogasta                                              | La Rioja                                   | 113           |
| I      | 75   | Ciudad de La Rioja y Aimogasta                                   | La Rioja                                   | 129           |
| I      | 76   | Los Baldecitos y Paso Pircas Negras                              | San Juan y La Rioja                        | 385           |
| I      | 77   | Desiderio Tello y RN 38                                          | Córdoba y La Rioja                         | 102           |
| I      | 78   | Famatina y Limite con la Provincia de Catamarca                  | La Rioja                                   | 94            |
| I      | 79   | Quines y Casa de Piedra                                          | San Luis, La Rioja y Catamarca             | 367           |
| II     | 81   | Ruta 11 (Ciudad de Formosa) y Ruta 34                            | Formosa y Salta                            | 680           |
| II     | 86   | Clorinda y Puerto Irigoyen                                       | Formosa                                    | 556           |
| II     | 89   | Avia Terai y Taboada                                             | Chaco y Santiago del Estero                | 348           |
| II     | 95   | Villa General Güemes y Ceres                                     | Formosa, Chaco y Santa Fe                  | 675           |
| II     | 98   | Vera y Pinto                                                     | Santa Fe y Santiago del Estero             | 286           |
| III    | 101  | Bernardo de Irigoyen y RN 12                                     | Misiones                                   | 145           |
| III    | 105  | Puente Internacional San Roque González de Santa Cruz y San José | Misiones                                   | 46            |
| III    | 117  | RN 14 y Puente Internacional Agustín P. Justo-Getúlio Vargas     | Corrientes                                 | 12,9          |
| III    | 118  | Saladas y Paraje Vallejos Cué                                    | Corrientes                                 | 196           |
| III    | 119  | Paraje Cuatro Bocas y Mercedes                                   | Corrientes                                 | 109           |
| III    | 120  | Puerto Valle y RN 14                                             | Corrientes                                 | 58            |
| III    | 121  | Santo Tomé y Puente de la Integración                            | Corrientes                                 | 8,3           |
| III    | 122  | RN 14 y Yapeyú                                                   | Corrientes                                 | 6             |
| III    | 123  | RP 27 y RN 14                                                    | Corrientes                                 | 214           |
| III    | 127  | RN 12 y Paraje Cuatro Bocas                                      | Entre Ríos y Corrientes                    | 260           |
| III    | 130  | San José y Villaguay                                             | Entre Ríos                                 | 82            |
| III    | 131  | Diamante y Crespo                                                | Entre Ríos                                 | 41            |
| III    | 135  | RN 14 y Puente General Artigas                                   | Entre Ríos                                 | 14,6          |
| III    | 136  | Gualeguaychú y Puente Libertador General San Martín              | Entre Ríos                                 | 34            |
| IV     | 141  | Paraje El 14 y Pie de Palo                                       | San Juan y La Rioja                        | 204           |
| IV     | 142  | Costa de Araujo y Encón                                          | Mendoza y San Juan                         | 112           |
| IV     | 143  | Paraje Caranchos y Pareditas                                     | Mendoza y La Pampa                         | 629           |
| IV     | 144  | San Rafael y El Sosneado                                         | Mendoza                                    | 132           |
| IV     | 145  | Bardas Blancas y Paso Internacional Pehuenche                    | Mendoza                                    | 76            |
| IV     | 146  | San Rafael y Luján                                               | Mendoza y San Luis                         | 395           |
| IV     | 147  | San Luis y Paraje La Chañarienta                                 | San Luis                                   | 128           |
| IV     | 148  | Límite interprovincial de San Luis y Villa Dolores               | Córdoba                                    | 41            |
| IV     | 149  | Uspallata y San Juan                                             | Mendoza y San Juan                         | 346           |
| IV     | 150  | Patquía y Paso de Agua Negra                                     | La Rioja y San Juan                        | 389           |
| IV     | 151  | Cipolletti y Algarrobo del Águila                                | Río Negro y La Pampa                       | 315           |
| IV     | 152  | Paraje Padre Buodo y Casa de Piedra                              | La Pampa                                   | 293           |
| IV     | 153  | Media Agua y RN 149                                              | Mendoza y San Juan                         | 109           |
| IV     | 154  | Paraje La Cotita y La Adela                                      | La Pampa                                   | 136           |
| V      | 157  | Recreo y San Miguel de Tucumán                                   | Catamarca, Santiago del Estero y Tucumán   | 310           |
| V      | 158  | San Francisco y Río Cuarto                                       | Córdoba                                    | 285           |
| V      | 168  | Santa Fe y Paraná                                                | Santa Fe y Entre Ríos                      | 35            |
| V      | 173  | Barrancas y Puerto Aragón                                        | Santa Fe                                   | 5,7           |
| V      | 174  | Rosario y Victoria                                               | Santa Fe y Entre Ríos                      | 60            |
| V      | 175  | RN 11 y Puerto General San Martín                                | Santa Fe                                   | 3             |
| V      | 177  | Villa Constitución y Empalme Villa Constitución                  | Santa Fe                                   | 8             |
| V      | 178  | Pergamino y Las Rosas                                            | Buenos Aires y Santa Fe                    | 206           |
| VI     | 188  | San Nicolás de los Arroyos y General Alvear                      | Buenos Aires, La Pampa, San Luis y Mendoza | 803           |
| VI     | 193  | Zárate y Solis                                                   | Buenos Aires                               | 31            |
| VI     | 205  | Ezeiza y San Carlos de Bolívar                                   | Buenos Aires                               | 290           |
| VI     | 226  | Mar del Plata y General Villegas                                 | Buenos Aires                               | 623           |
| VI     | 228  | Necochea y Tres Arroyos                                          | Buenos Aires                               | 140           |
| VII    | 231  | RN 40 en Lago Espejo - Paso internacional Cardenal Samoré        | Neuquén                                    | 32            |
| VII    | 232  | RN152 en Puelches RN22 en Chelforó                               | La Pampa y Río Negro                       | 117           |
| VII    | 234  | RN 40 en Junín de los Andes - RN 237 junto al río Collón Curá    | Neuquén                                    | 57            |
| VII    | 237  | RN 22 en Arroyito - RN 40 en lago Nahuel Huapi                   | Neuquén                                    | 361           |
| VII    | 242  | RN 22 en Las Lajas - Paso Internacional Pino Hachado             | Neuquén                                    | 60            |
| VII    | 249  | Bajo Hondo y Punta Alta                                          | Buenos Aires                               | 10            |
| VII    | 250  | Zanjón de Oyuela - Choele Choel                                  | Río Negro                                  | 287           |
| VII    | 251  | RN 22 en Río Colorado - RN 3 en San Antonio Oeste                | Río Negro                                  | 204           |
| VII    | 252  | RN 3 en Grünbein - Ingeniero White                               | Buenos Aires                               | 6             |
| VIII   | 259  | RN 40 en Esquel - Paso internacional Río Futaleufú               | Chubut                                     | 75            |
| VIII   | 260  | RN 40 y Paso Internacional Huemules                              | Chubut                                     | 107           |
| VIII   | 281  | RN 3 y Puerto Deseado                                            | Santa Cruz                                 | 126           |
| VIII   | 288  | Puerto de Punta Quilla y Tres Lagos                              | Santa Cruz                                 | 272           |
| VIII   | 293  | RN 40 y Paso internacional Laurita - Casas Viejas                | Santa Cruz                                 | 10            |